# 微型硬碟

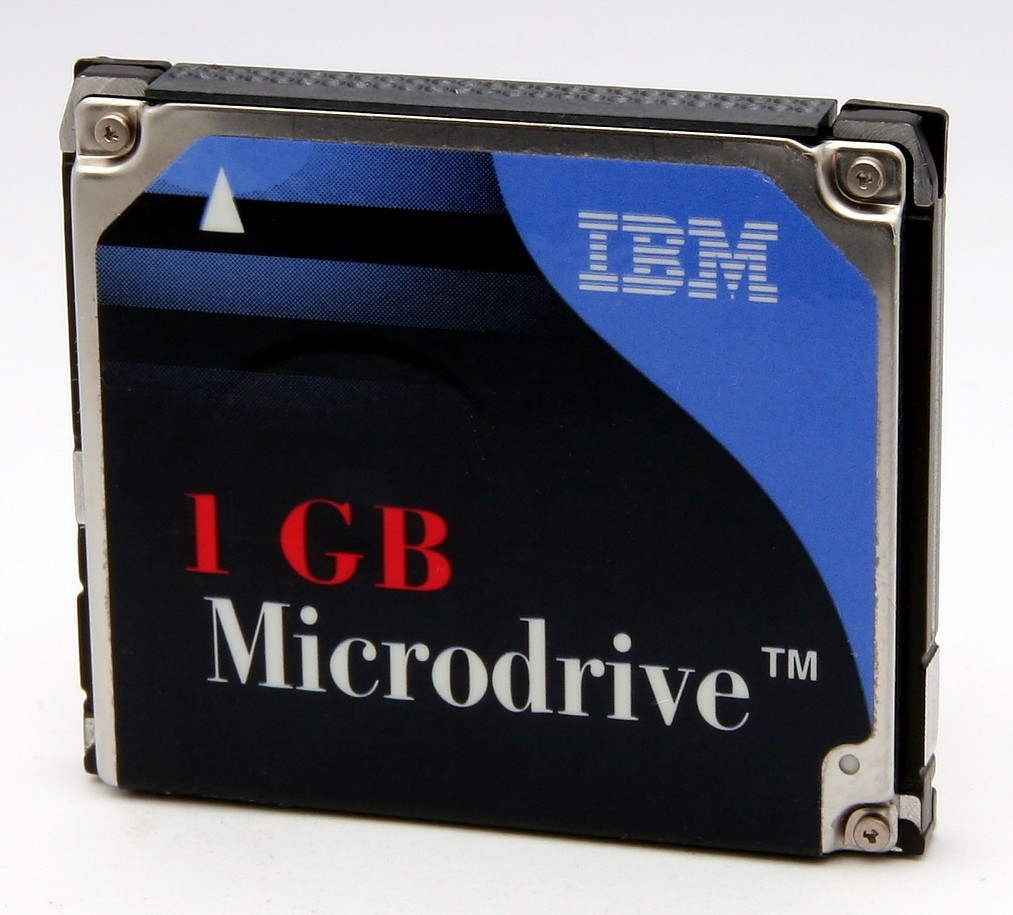
一張由IBM出品，採CF Type II規格的1GB容量微型硬碟

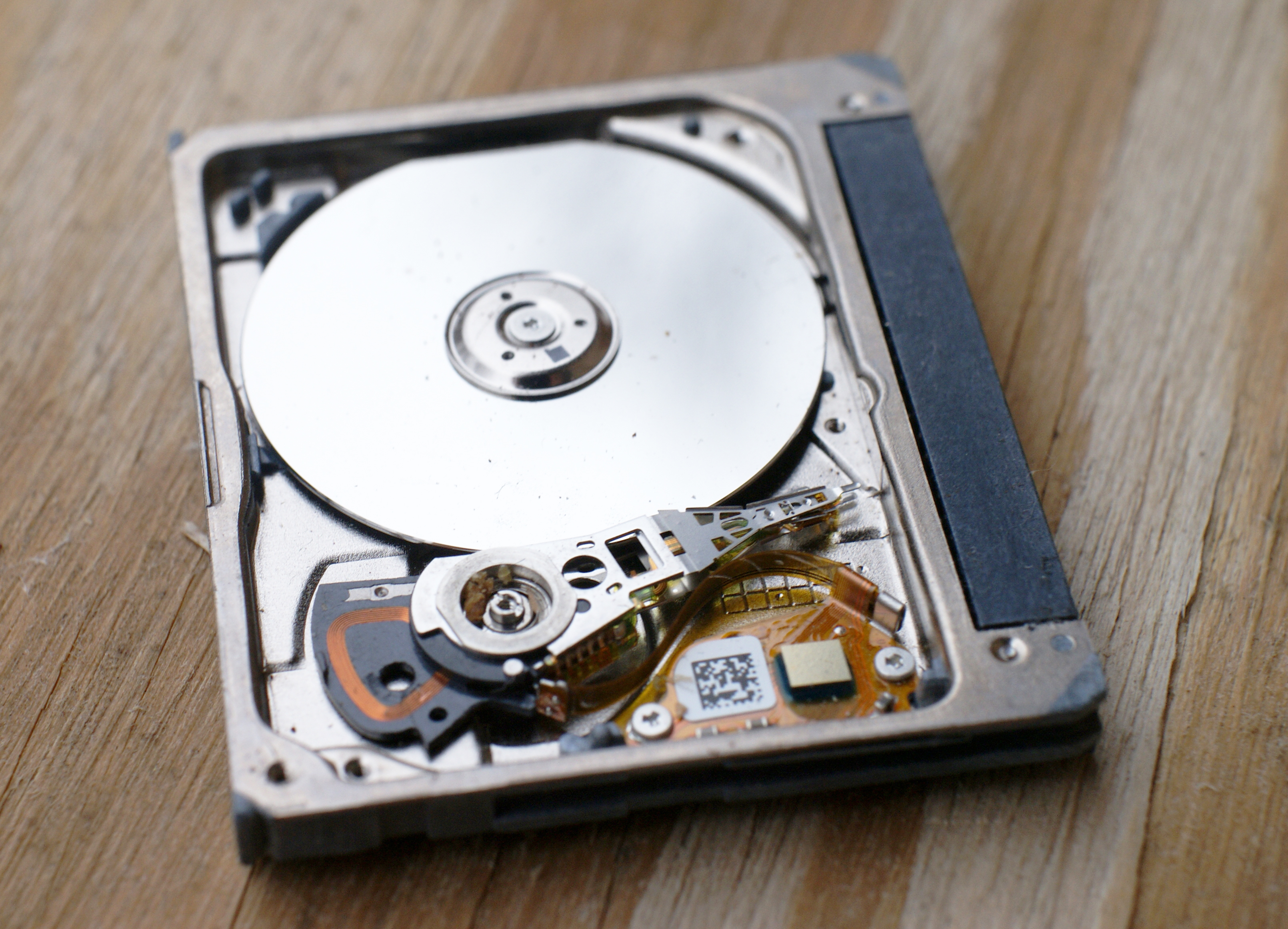
內構造

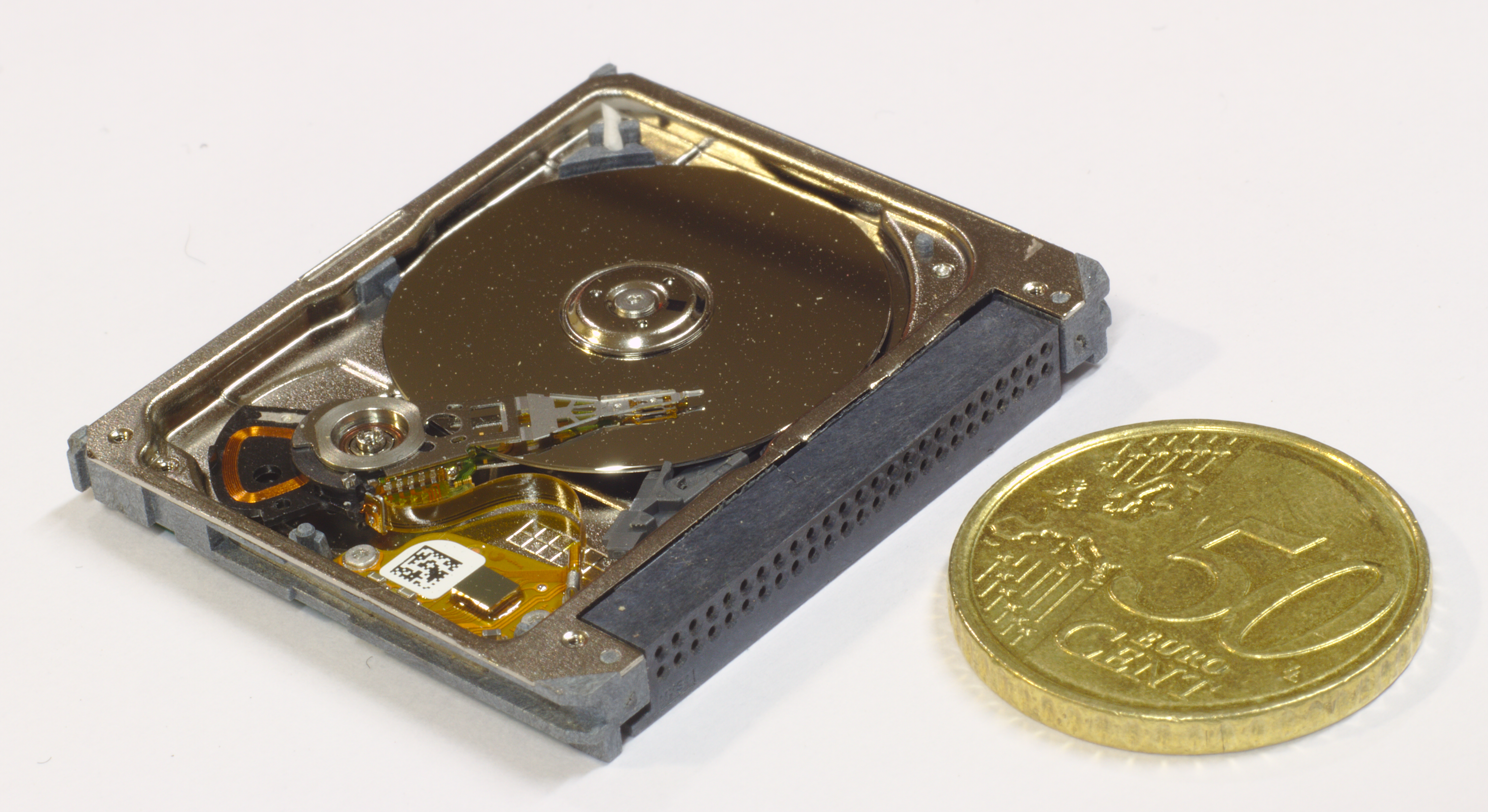
一块微型硬盘与一枚0,50欧元硬币的对比

微型硬碟（英語：MD/MicroDrive）顧名思義，是指一種體積非常微小的硬碟式資料儲存裝置，這名詞除了作為一種硬體產品種類外，也是最早由IBM註冊、但目前專利權屬於日立全球儲存技術公司（日立GST，Hitachi Global Storage Technologies）的此類商品用名。

## IBM MicroDrive
MicroDrive是一種大小有如硬幣的超小型硬碟，初期主要是由IBM開發，目的是要用來對抗市面上主流的快閃記憶體（Flash Memory）產品。由於IBM將旗下硬碟部門賣給了日立（Hitachi）公司，因此自2003年起MicroDrive的技術與專利是由日立公司擁有，並由該公司自行製造銷售。
相對於同時期的快閃記憶體產品，微型硬碟的優勢是同樣單價可買到的記憶容量非常大，與讀寫速率高，縱使是1999年時上市的第一代產品，也擁有當時劃時代的340MB（百萬位元組）之超大儲存量。獨立包裝銷售版本的MicroDrive使用的是CompactFlash Type II規格的記憶卡介面，相對於Type I，其厚度稍厚一些，但仍可以在大部分新型一點的數位設備（主要是數位相機）上使用。除了做成記憶卡的版本外，MicroDrive也可以內建方式裝置在一些有大容量儲存需求的電子設備上，例如個人數位助理（PDA）、隨身音樂播放器、筆記型電腦或甚至功能比較強大的行動電話上。例如，蘋果（Apple）的iPod mini與創新科技（Creative Labs）的NOMAD MUVO²，都是頗有知名度、使用MicroDrive作為內藏記憶裝置的隨身音樂播放器。
但微型硬碟的設計有許多缺點，相較於單純的快閃記憶體，微型硬碟在運作過程中較為耗電、容易發熱、使用壽限較短，尤其是對於震動或撞擊較沒有抵抗力，這是身為攜帶型設備的最大缺點。

## 其他同名與類似商品
除了IBM所推出的微型硬碟外，市面上曾經存在過一款使用「Microdrive」的命名，但既非微型硬碟，更與IBM完全無關的商品。1980年代，曾有一家名為辛克萊研究公司（Sinclair Research）的廠商，出品過一款磁帶式資料儲存系統，名為ZX Microdrive，是一種由8軌式錄音帶進化而成，約85KB容量的早期資料儲存設備。
另外一家制造类似硬盘的厂商是SEAGATE。其产品有CF TYPE II接口的ST1.1,ST1.2系列和采用ZIF接口的对于产品。
中国南方汇通世华微硬盘公司也有设计制造微硬碟商品，並推出1.8英寸、1英寸、0.8英寸之微硬碟产品。不過，日立GST在2004年底以技術專利問題，控告負責設計微硬碟的美國公司磁源（Riospring Inc.）與其母公司南方匯通世華侵權，此案成為中日之間首次出現知識產權相關的民事訴訟案例。不過，由於全球微硬碟市場的萎縮與當事兩家廠商的營運不如預期，兩家公司在2005年10月左右時秘密私下和解，日方撤銷控訴。由於採私下和解，雙方是以何種形式達成協議並未明確公開。

## 外部連結
- 日立全球儲存技術公司官方網站（英文）